# Heinrich Schenk (Bischof)
Heinrich Schenk († 26. August oder 25. November 1301) war Bischof von Kulm.
Von unbekannter Herkunft, entstammte er vermutlich einer Ministerialenfamilie. Als Priester des Deutschen Ordens ist er 1291 als Domherr in Kulm belegt, wo er um die Jahreswende 1291/92 zum Bischof gewählt wurde. Kurz nach seiner Wahl reiste Schenk nach Riga, wo er durch den Erzbischof Johannes von Vechta noch vor dem 5. März 1292 in seinem Amt bestätigt und zum Bischof geweiht wurde.
In den folgenden Jahren betätigte sich Heinrich Schenk wiederholt als Vermittler in Streitfällen. Er reiste auch zu den Generalkapiteln des Deutschen Ordens in Frankfurt (Oktober 1292) und Elbing (April 1296). Als Bischof konnte er 1293 erfolgreich die Vermögensstreitigkeiten mit dem Bischof von Plock beenden, doch kam es erneut zu Streitigkeiten bezüglich der Metropolitanzugehörigkeit mit dem Erzbischof von Gnesen, von dessen Provinz Kulm 1255 in die Kirchenprovinz Riga gewechselt war.